# Encymon truncaticollis atriceps
Encymon truncaticollis atriceps es una subespecie de coleóptero de la familia Endomychidae.

## Distribución geográfica
Habita en Mindanao  (Filipinas).